# Філадельфія Філліз
«Філадельфія Філліз» (англ. Philadelphia Phillies) — професіональна бейсбольна команда з Філадельфії (США). Команда грає у Major League Baseball — вищій бейсбольній лізі США і Канади.
Спочатку команда виступала під назвою «Філадельфія Квейкерс», а у 1889 році назва команди змінилася на «Філадельфія Філліз».
Домашнім полем для «Філадельфія Філліз» — Ситизенс Банк Парк.
«Філліз» вигравали Світову серію (бейсбольний чемпіонат США) у 1980 і 2008 роках.

## Посилання

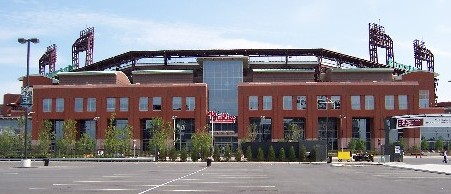
Ситизенс Банк Парк